# Brandkronad kungsfågel
Brandkronad kungsfågel (Regulus ignicapilla) är en liten fågel i familjen kungsfåglar inom ordningen tättingar. Den förekommer i stort sett enbart i Europa och nordvästra Afrika. Arten har vidgat sitt utbredningsområde norrut på senare tid och är numera en etablerad häckfågel i Sverige. 

## Utseende
Brandkronad kungsfågel blir upp till 9 cm lång och är grönare ovan och vitare under än kungsfågel. Den skiljer sig också genom tydligt vitt ögonbrynsstreck och svart streck genom ögat. Även juvenilerna har dessa streck. Liksom de unga kungsfåglarna saknar de dock det gula på hjässan. Från kungsfågelsångaren (Phylloscopus proregulus) skiljer den sig bland annat genom avsaknad av ljusgul övergump. 
Fåglar på Madeira, numera urskilda som den egna arten madeirakungsfågel (R. madeirensis), har mycket kortare vita ögonbrynsstreck, mer svart i vingen och mer mättat gyllebrun fläck på sidan av halsen. Näbb och ben är som för många andra ölevande taxon längre.

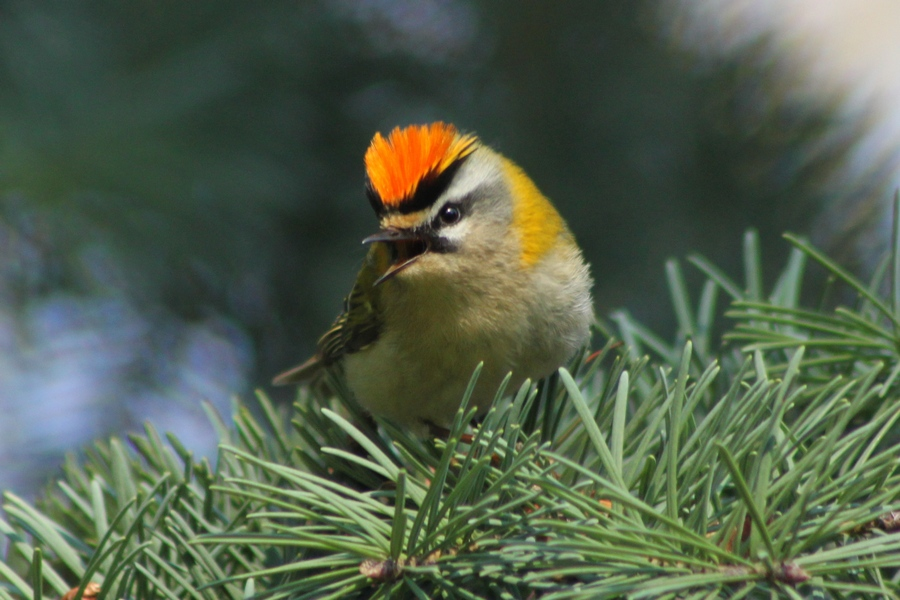

## Läte
Locklätet liknar kungsfågelns, men är mörkare, mer betonad på första stavelsen och något stigande och accelererande: "zyy zy-zi-zi". Sången saknar kungsfågelns cykliska rytm och är istället en snabb upprepning av samma ton som stiger i både tonhöjd och ljusstyrka, avslutat med en liten drill.

## Utbredning och systematik
Den brandkronade kungsfågeln häckar från södra England och västra Europa till Medelhavet, nordvästra Afrika och österut till Anatolien. Det bestånd som häckar i nordöstra delen av utbredningsområdet flyttar till västra och södra Europa. Idag delas den oftast upp i fyra underarter, varav två är nyligen beskrivna:
- europeisk brandkronad kungsfågel[4] Regulus ignicapilla ignicapilla – häckar i västra, centrala och södra Europa samt i Mindre Asien
- Regulus ignicapilla caucasicus Stepanyan, 1998 – häckar i västra Kaukasus
- Regulus ignicapilla tauricus Redkin, 2001 – häckar på Krimhalvön
- Regulus ignicapilla balearicus von Jordans, 1924 – häckar på Balearerna samt i nordvästra Afrika

De nyligen beskrivna taxonen caucasicus och tauricus inkluderas ofta fortfarande i nominatformen.

### Släktskap
Kungsfåglarnas taxonomi är omdiskuterad. Enligt klassisk taxonomi kategoriserades de som en underfamilj inom den idag uppdelade familjen sångare (Sylviidae). Genetiska studier visar att de snarare utgör en helt egen utvecklingslinje och förs därför idag de till den egna familjen kungsfåglar (Regulidae), av vissa till och med till en egen överfamilj (Reguloidea). Exakt vilka andra fågelfamiljer arten är närmast släkt är oklart. Alström m.fl. (2014) finner att familjen är lika nära släkt med överfamiljerna Sylvioidea, Muscicapoidea, Certhioidea och Bombycilloidea, medan den enligt Barker m.fl. (2004) står närmast Bombycilloidea och tillsammans med denna överfamilj systergrupp till Passeroidea.
Madeirakungsfågel (R. madeirensis) behandlades tidigare som en underart till brandkronad kungsfågel, men urskiljs numera allmänt som egen art baserat på skillnader i utseende, läte och genetik. Tidigare har även "kanariekungsfågel" behandlats som en underart till brandkronad kungsfågel, men förs numera till kungsfågeln. Genetiska studier visar att inom släktet Regulus är artparet brandkronad kungsfågel och madeirakungsfågel systergrupp till en klad bestående av amerikanska guldkronad kungsfågel, kungsfågel och taiwankungsfågel.

### Förekomst i Sverige
Brandkronade kungsfågeln har spridit sig norrut under 1900-talets senare del. De första fynden i Sverige gjordes 1959 och de första häckningarna noterades i Skåne 1990 och 1996. Idag är den etablerad som häckfågel i barrskog med inslag av lövträd. Den förekommer främst i Skåne, Halland, Blekinge men även sällsynt i hela Götaland och Svealand.

## Ekologi

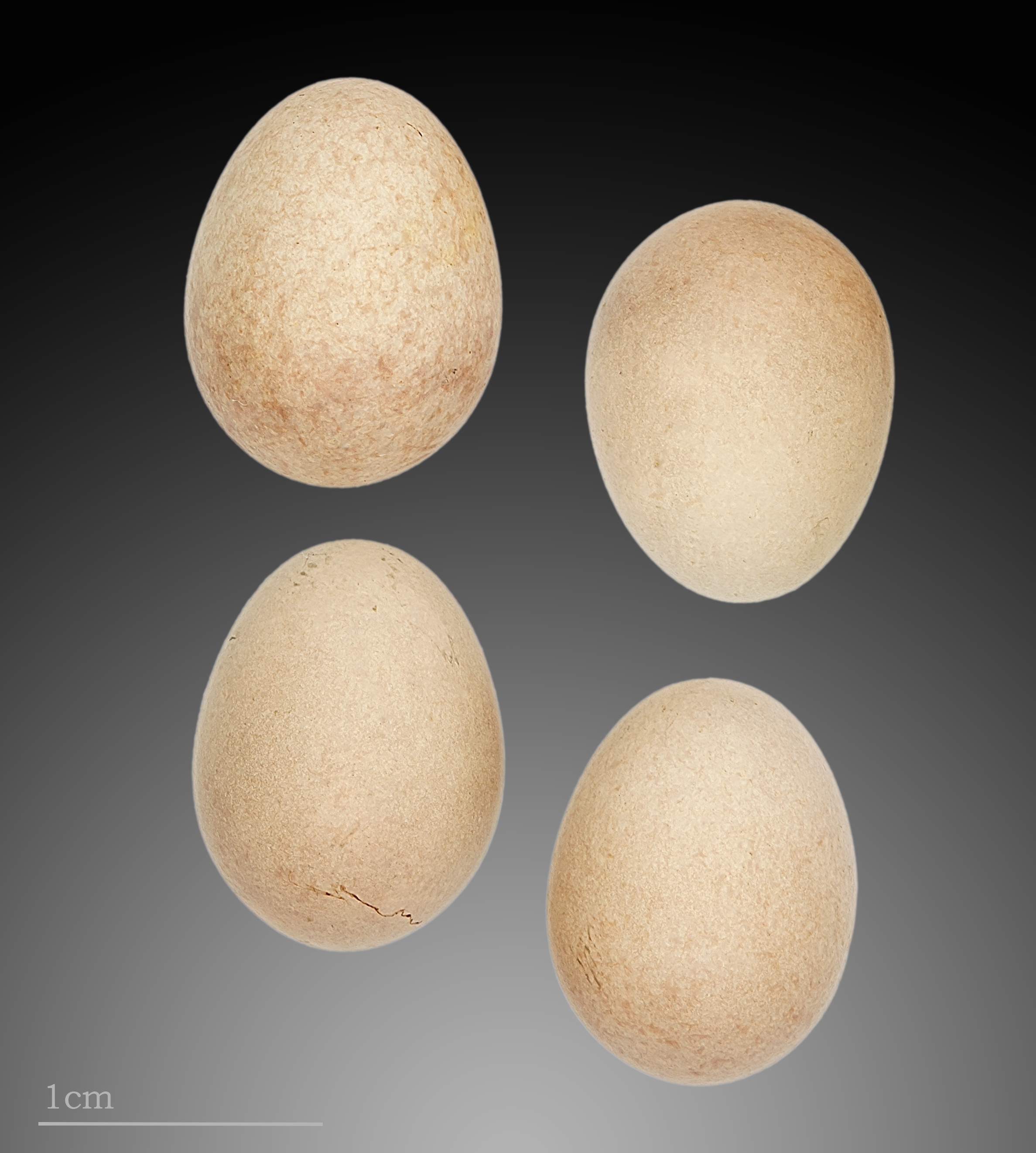
Ägg av brandkronad kungsfågel ur Muséum de Toulouses samling.

Brandkronad kungsfågel häckar i barrskog, lövskog, i parker och trädgårdar, ofta i med rikare inslag av lövträd än kungsfågeln. På Iberiska halvön och i nordvästra Afrika hittas den i skog med bok och korkek. Boet placeras liksom hos kungsfågeln i ett barrträd, dock i genomsnitt i ett lägre träd. Den bygger ett kompakt bo som placeras på en trädgren. Den lägger sju till elva ägg som ruvas av honan. Båda föräldrarna tar hand om ungarna som blir flygga efter 22–24 dagar efter att de kläckts. 
Brandkronad kungsfågel är i ständig rörelse och ryttlar ofta i sin jakt på insekter. Vintertid uppträder den ofta i blandflockar med mesar, så kallade meståg.

## Hot och status
Trots vissa lokala negativa populationstrender så är den brandkronade kungsfågeln inte hotad. Den har en mycket stor europeisk population och dess utbredningsområde expanderar varför IUCN kategoriserar arten som livskraftig (LC).
Den svenska populationen ökar markant och tros idag bestå av cirka 8 000 könsmogna individer. Sedan 2020 upptas den inte längre på Artdatabankens rödlista utan kategoriseras som livskraftig även i Sverige.